# Medal of Honor: Pacific Assault
Medal of Honor: Pacific Assault (буквально: рус. «Медаль за отвагу: Тихоокеанский штурм») — компьютерная игра, разработанная компаниями EA Los Angeles и TKO Software и изданная Electronic Arts в 2004 году.
Седьмая игра в серии Medal of Honor.

## Сюжет
Действие игры происходит во времена Второй мировой войны на Тихоокеанском фронте. Игрок выступает в роли рядового, а впоследствии сержанта Томаса Конлина (англ. Thomas Conlin) из Корпуса морской пехоты США.
Сначала рядовому Конлину предстоит участвовать в Битве за Тараву, где он после небольшой перестрелки под пирсом падает на землю от пули, попавшей в него. После этого действие сюжета переносится примерно на 2 года назад. В это время Конлин вспоминает, как он проходил учебный лагерь, познакомился с своими верными друзьями, с которыми он пройдёт всю войну.
После учебного лагеря Томаса Конлина 7 декабря 1941 года в составе Морской Пехоты США направляют в Пёрл-Харбор. Проезжая через блокпост Пёрл-Харбора, капитан-лейтенант Морского Флота рассказывает о величии этой базы, попутно общаясь с другими сослуживцами. Но через некоторое время над вашей головой проносятся японские истребители, которые начинают бомбить базу — началось нападение на Пёрл-Харбор. Капитан-лейтенант ведёт машину к аэропорту, но вдруг случается авария, и машина ломается.
Вооружившись автоматом Томпсона, Конлин вместе со своим офицером пробирается к лодке, которая ждёт у пристани. По пути можно уничтожать самолёты и помогать медикам перенести раненых. Добежав до пристани, спутник рядового рано выглядывает из-за укрытия и погибает от пулемётной очереди самолёта, тем временем Конлин, спасаясь, садится на лодку и помогает морякам отбиться от налёта японских истребителей.
Лодка подплывает к линкору «Западная Виргиния». Моряки на лодке дают вам задание — помочь выжившим товарищам на корабле остановить затопление.
Следующий уровень ведётся на корабле. Конлин, управляемый игроком, помогает морякам устранять протечки, закрывать трубы, спасать раненых и, пробравшись через всё это, вы выходите наружу корабля. Поднявшись наверх, вы замечаете лётчика, который просит кого-нибудь прикрыть его до самолёта, стоящего на корме корабля. Но во время пробежки он погибает от взрыва самолёта. Обойдя корму корабля, рядовой видит зенитки, стреляющие по японской авиации. Встав за станковый пулемёт, он помогает морякам защитить линкор «Невада», который неожиданно двинулся с места. Отбив атаку на Неваду, в Западную Виргинию врезается подбитый самолёт, который уничтожает пулемёт Конлина. Но в этот самый момент убивают наводчика корабельной зенитки и Конлина просят занять место погибшего. Заняв место наводчика, рядовой продолжает отбивать атаки японских истребителей.
Также есть множество других миссий, таких, как: рейд на атолл Макин, битва за Гуадалканал и битва за Тараву.

## Игровой процесс
Геймплей игры представлен в жанре трёхмерного шутера с обзором от первого лица. Игроку необходимо сражаться с врагами, используя огнестрельное оружие, исследуя локации и выполняя простые и скрытые цели.
Однопользовательский режим представляет собой простую сюжетную линию с чётко ограниченными рамками прохождения. Нововведением однопользовательского режима является появление медика, который может вылечить главного героя от 2 до 5 раз за миссию (в зависимости от уровня сложности), однако остальных морпехов он может лечить бесконечно. В некоторых миссиях, если провалить выполнение какого-либо важного задания (например, защитить ангары от пикирующих бомбардировщиков на аэродроме Хендерсон), главный герой обязательно погибает.
Многопользовательский режим предоставляет игроку возможность сражаться с реальными противниками на самостоятельно выбранных локациях — картах — используя соединение через Интернет или локальную сеть. Среди нововведений многопользовательского режима является появление игрового режима «Вторжение», где одна сторона выполняет задачи по захвату или уничтожению цели, а другая — по защите её.

## Оценки
| Сводный рейтинг | Сводный рейтинг |
| Агрегатор       | Оценка          |
| --------------- | --------------- |
| GameRankings    | 79,72 %         |